# Hekla Cavus
L'Hekla Cavus è una struttura geologica della superficie di Plutone.